# Fine del mondo

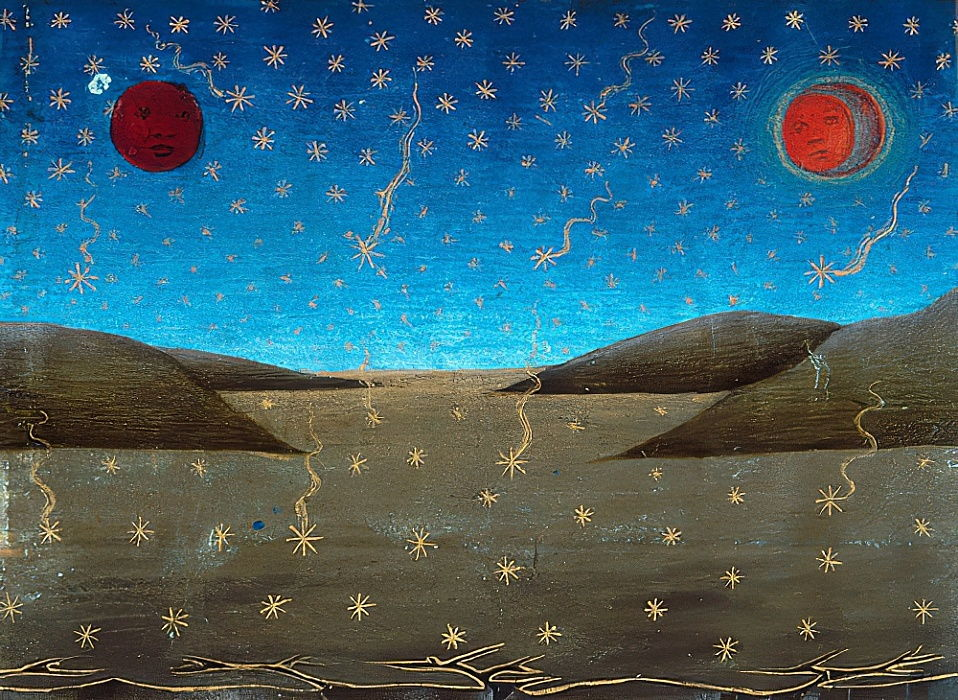
Morte del Sole, della Luna, e caduta delle stelle (Cristoforo de Predis, XV secolo)

L'espressione fine del mondo viene usata in senso generico per indicare un possibile evento (o una serie di eventi) con conseguenze catastrofiche a livello globale, tali da causare la distruzione della Terra, della biosfera o della specie umana. Il tema della fine del mondo è presente soprattutto a livello escatologico in molte mitologie e religioni ed è inoltre ricorrente nella narrativa fantastica e fantascientifica e in misura minore anche in campo scientifico.

## Escatologie senza data

### Ebraismo
Nel giudaismo, il "Tempo della Fine" viene abitualmente chiamato anche la Fine dei Giorni (aharit ha-yamim, אחרית הימים), una frase che appare parecchie volte nella Tanakh. Anche se l'idea delle tribolazioni messianiche ha una posizione prominente nel pensiero giudaico, non è un processo immutabile isolato nella sua essenza, ma viene piuttosto associato ad un'immagine di redenzione senza sofferenza. Le due immagini sono a volte viste come la dicotomia di due diversi futuri possibili per Israele.
La "Fine dei Giorni" nella escatologia giudaica comprende una serie di temi interconnessi:
- Messianismo giudaico
  - Il ritorno degli esiliati dalla diaspora ebraica
  - La ricostruzione del Tempio di Gerusalemme (terzo tempio)
- Il Mondo a Venire ('Olam Ha-Ba), un termine ambiguo che può riferirsi all'aldilà, al regno messianico sul mondo, quindi anche alla vita dei resuscitati.

Eventi tumultuosi rovesceranno il vecchio ordine mondiale, creando un ordine nuovo nel quale Dio viene universalmente riconosciuto come il governante di ogni cosa e di ogni persona. Uno dei saggi del Talmud dice, "Lasciate la fine dei giorni venire, anche se io non vivrò per vederli [dal momento che il mondo sarà colmo di ogni possibile conflitto e sofferenza]".
Nel Talmud, nel trattato di Avodah Zarah, a pagina 9A, si afferma che il mondo come lo conosciamo esisterà soltanto per seimila anni o fino al sesto millennio (cfr Era messianica). Il calendario ebraico (luach) funziona completamente sull'assunto che quel tempo cominci con l'atto stesso della creazione di Adamo, l'uomo primigenio. Molte persone (specialmente Ebrei conservatori, gli Ebrei riformati oltre alla grande maggioranza dei cristiani) pensano che gli anni della Torah, o Bibbia ebraica, siano soltanto simbolici. Secondo agli antichi insegnamenti giudaici, sostenuti anche dagli odierni ebrei ortodossi, gli anni sono da considerare letteralmente e consistentemente nel tempo, di 24 ore al giorno (cfr Zmanim) e per una media di 365 giorni all'anno (cfr Festività ebraiche). Calibrazioni accurate vengono eseguite con gli anni mancanti, per rendere conto della differenza tra il calendario lunare ed il calendario solare, dal momento che il calendario ebraico si basa su entrambi i sistemi. Dunque l'anno 2007 equivale a 5767 anni ebraici dalla creazione dell'uomo sul calendario ebraico attuale. In base a questo calcolo, la fine dei giorni avverrebbe poco prima o durante l'anno 2240 (Anno 6000 del calendario ebraico, che comunque corrisponderebbe al settimo millennio, così anche nella sintassi italiana cioè con il sesto millennio a partire dall’anno 5000 in poi: cfr Shekhinah-Bereshit).
Secondo la tradizione giudaica, quelli in vita durante i tempi della fine vedranno:
1. La riunione degli ebrei dispersi nella realtà geografica d'Israele,
2. La disfatta di tutti i nemici di Israele,
3. La ricostruzione dell'edificio (oppure il miracoloso riposizionamento per intervento divino) del terzo tempio ebraico di Gerusalemme e la restaurazione delle offerte sacrificali e del sacerdozio nel tempio,
4. Il ritorno in vita dei morti (in ebraico techiat hameitim), oppure la Risurrezione intesa in qualche modo.
5. Ad un certo punto, il Messia degli ebrei dovrebbe comparire, ed essere unto dagli alti sacerdoti come il Re di Israele. Lui dividerà i giudei di Israele nello loro suddivisioni tribali ancestrali nella terra promessa. Durante questo tempo, Gog, re di Magog, attaccherà Israele nell'apocalisse. Quali siano le nazioni di Gog e Magog risulta molto vago, praticamente indefinito. Magog combatterà una grande battaglia, nella quale molti moriranno in entrambi gli schieramenti, ma Dio interverrà a salvare i Giudei. Questa battaglia viene definita l'Armageddon. Dopo aver annientato questo suo nemico finale una volta e per tutte, in pieno accordo alla costruzione di un mondo perfetto, Dio vieterà ed impedirà ogni forma di malvagità dall'esistenza umana. Dopo l'anno 6000 (nel calendario ebraico), il settimo millennio sarà un'era di santità, tranquillità, vita spirituale, e pace universale, era denominata dagli ebrei 'Olam Ha-Ba ("Mondo Futuro"), dove tutte le persone avranno una conoscenza diretta di Dio.

"Tutto Israele ha una porzione nel mondo a venire" (Talmud Sanhedrin 10:1; cfr Zaddiq): Nel Ramban, lo scrittore Nahmanide interpreta il "mondo che verrà" come il bene ultimo e lo scopo della creazione, dunque Nahmanide sostiene che il concetto del "mondo che verrà" in realtà si riferisca alla risurrezione dei morti. Un evento che dovrebbe accadere dopo l'avvenuto inizio dell'Era messianica. Nel libro del Ramban si legge che tutto il popolo d'Israele, tutti gli ebrei di tutti i secoli, includendo i suoi peccatori, avrà una porzione in questo periodo di risurrezione. (dalla Tzemach Tzedek, Derech Mitzvosecha, Legge di Tzitzis).
Viene dato poi ampio spazio al termine del Mondo, cioè alla fine dell’universo che, poiché finito proprio perché la materia è finita per definizione mentre la spiritualità rientra nell’ambito del tempo eterno, potrebbe dissolversi nel nulla; a tal riguardo, poiché Dio ha creato il Mondo con misericordia e grazia, i saggi ebrei hanno dedotto che Dio potrebbe creare altri mondi dopo la fine di questo pur lasciando comunque il dubbio se questo possa perdurare eternamente: tra questi si ricorda Hasdai Crescas nel suo testo “Or Hashem” o Or Adonai inoltre anche il canto liturgico ebraico Adon Olam accenna alla fine del Mondo.

### Cristianesimo

#### Ortodossia orientale
Le Scritture Greche Cristiane non menzionano una fine del mondo, ma la fine di una società empia.
Gesù paragonò quel momento, che verrà in un'ora che nessuno sa, ai giorni del Diluvio Universale, e non si avvidero di nulla, finché venne il diluvio e li portò via tutti; così sarà pure alla venuta del Figlio dell'uomo (interpretabile come fine dell'umanità, non del pianeta Terra).
Nell'Apocalisse (famosa per la predizione della battaglia di Armageddon), si legge di come Dio ridurrà in rovina coloro che avvelenano la terra. La seconda lettera di Pietro tratta anche della distruzione degli uomini empi 2,9. Ben distinta e diversa è la fine dei giusti e dei malvagi, che comunque verranno distrutti tutti, ma per i giusti è annunciato che "non andranno incontro alla seconda morte" 3,17, e che "risiederanno sulla Terra per sempre" 37:10-11 28-29.

#### Cattolicesimo
Anche i cattolici fanno riferimento al 25º capitolo del Vangelo di Matteo, nel versetto dove Gesù Cristo afferma che "nessuno conosce l'ora o il giorno, eccetto il Padre" (Matteo, cap. 25). Mentre alcuni credono che la predizione delle date o dei tempi sia futile, altri credono che Gesù abbia anticipato i segni che indicherebbero che la "fine dei giorni" si avvicina. Alcuni di questi segni includono disastri naturali, carestie, rivolte civili, ecatombi belliche, e ogni genere di inconsueta catastrofe della massima entità. Del tempo preciso, comunque, Gesù accenna soltanto che verrà come un "ladro nella notte" (Apocalisse 3,3). Secondo il Catechismo della Chiesa Cattolica, le credenze cattoliche attorno al "tempo della fine" vengono espresse nella Professione di Fede, il Credo.

### Islam
L'escatologia islamica riguarda quegli aspetti (dogmatici e non) che nel sistema dei valori e delle credenze musulmane si preoccupano di indicare quale sia il destino del genere umano dopo la morte e la risurrezione voluta da Allah nel Giorno del Giudizio.
Anche nell'Islam il tempo della fine ha una data ignota, che conosce soltanto Allah il misericordioso, e che non era nota neanche al Profeta Maometto. Nonostante questo, il Profeta indicò dei segni maggiori e altri minori che erano: "aumento dell'omosessualità", "segni nel cielo", "grande terremoto, apertura di una faglia che avrebbe allargato la Terra, allungando il giorno".
L'assetto escatologico è, tutto sommato, abbastanza semplice e, nei suoi aspetti dogmatici elencano in successione il tormento della tomba, la Bilancia, il Ponte e il Bacino.

### Fede Baha'i
Il fondatore della Fede bahai, Bahá'u'lláh, ha affermato d’essere il Ritorno di Cristo come pure d'avverare le aspettative di tutte le altre grandi Religioni mondiali.
Secondo indicazioni scritte nel Vangelo, in tempi noti a Dio, ci sarà nel mondo un gran tumulto, e “nuovi cieli e nuova terra”, con il Cristo (l'Unto da Dio) vigente nella Gloria del Padre, ed occorrerà saper distinguere i veri Profeti da quelli falsi. Gesù Stesso tramanda agli uomini il modo per riconoscerLo, dicendo di star accorti, in quanto, né Gesù né gli Angeli sanno quando ciò avverrà, ma solo il Padre. (Matteo 24, 36-44)
Ai Farisei che lo interrogavano sul Regno che verrà, Gesù rispose: <Il Regno di Dio non viene con sfarzo. Non si potrà dire: “Ecco, è qui”, oppure: “È là”: infatti, il regno di Dio è dentro di voi> … <Ma prima è necessario che patisca molto e sia ripudiato da questa generazione. E come avvenne al tempo di Noè, così avverrà al tempo del Figlio dell’uomo: mangiavano e bevevano, si sposavano e si maritavano> (Luca 17, 20-27) 
e ancora dice: <Ma il Figlio dell’uomo, alla sua venuta, troverà forse la fede sopra la terra?> (Luca 18, 8)
Avvertendo: <<Guardatevi dai falsi profeti; essi vengono a voi travestiti da pecore, ma dentro sono lupi rapaci. Dai loro frutti li riconoscerete. Si coglie forse uva dai pruni, o fichi sui rovi? Così ogni albero buono dà buoni frutti, ma ogni albero cattivo dà frutti cattivi … Dai loro frutti, dunque, li riconoscerete>>. (Matteo 7, 15-20)
<<Vegliate, adunque, perché non sapete in che giorno verrà il vostro Signore>>. (Matteo 24, 42)
Secondo i Credenti bahá’í il grande evento s’è avverato. La battaglia dell' Armageddon è accadutae molti dei numerosi martirii attesi per la fine dei tempi sono successi nel contesto storico del sorgere della Fede bahai, anche se grandi crisi e pure vittorie non sono terminate:
<<Il ‘Promesso’ a tutti i popoli del mondo è apparso. Tutti i popoli e le comunità hanno atteso una Rivelazione, ed Egli, Bahá'u'lláh, è il più grande maestro ed educatore dell’umanità.>>
Come più volte successo nell’antichità, col nascere d’una nuova e divina Rivelazione, i credenti e i negatori, manifestano pareri opposti. Faraone col suo popolo s’oppose a Mosè, e, i Sommi Sacerdoti ebraici, non accettarono Gesù di Nazaret come Messia; diversamente agirono i dodici Apostoli e i primi Cristiani. Per trecento anni, il Cristianesimo, fu trascurato dai potenti e fu misconosciuto alle masse e solo al tempo dell’Imperatore Costantino, grazie alla sua accettazione pian piano si diffuse e fiorì. Il ricercatore che desideri la verità ha da sempre trovato e incontrerà ancora varie sue difficoltà, perché nella religione, così come nella scienza, penetrare l’essenza della realtà mai è stato facile e serve l’impegno e la pazienza d’un ricercatore giustificato (reso giusto) per capire. Significativa è l'evangelica Parabola del cammello e della cruna dell'ago, che esprime come mai sarà una cosa semplice, per chi è ricco di sue vanità, e non solo, entrare nel Regno dei cieli, o Regno di Dio come in cielo così in terra.  

"Or sappiamo che tutte le cose cooperano al bene di quelli che amano Dio, i quali sono chiamati secondo il Suo disegno. Perché quelli che ha preconosciuti, li ha pure predestinati a essere conformi all'immagine del Figlio Suo, affinché egli sia il primogenito tra molti fratelli; e quelli che ha predestinati li ha pure chiamati; e quelli che ha chiamati li ha pure giustificati; e quelli che ha giustificati li ha pure glorificati" (Romani 8:28-30).

“Il Figlio dell’uomo, infatti, verrà nella gloria del padre suo, con i suoi angeli” (Matteo 16, 27)
“Tutti, infatti, hanno peccato e sono privi della gloria di Dio.”     (Romani 3, 24)
Così come Cristo è un titolo che significa “Unto dal Signore”, Bahá’u’lláh significa “La Gloria di Dio”. 

A seguire un simbolico Scritto di Bahá'u'lláh molto interessante da meditare per chi attualmente ricerca:
“Questo è il Giorno in cui il Misericordiosissimo è disceso in nubi di sapienza, ammantato di sovranità manifesta. Egli conosce bene le azioni degli uomini. Egli è Colui la Cui gloria nessuno può misconoscere; se solo lo capiste! Il cielo di ogni religione s'è squarciato, la terra dell’umana comprensione s'è spaccata e si vedono scendere gli angeli di Dio. Dì: Ecco il Giorno del reciproco inganno, dove fuggite? Le montagne sono scomparse, i cieli sono stati ripiegati e la terra intera è nella stretta del Suo pugno, se solo lo capiste! Chi potrà proteggervi? Nessuno, in nome di Colui Che è il Misericordiosissimo! Nessuno, tranne Dio, l’Onnipotente, il Gloriosissimo, il Benefico. Ogni donna che portava un peso nel grembo ha gettato il proprio fardello. Vediamo gli uomini ebbri in questo Giorno, il Giorno in cui uomini e angeli sono stati radunati assieme. Dì: V'è alcun dubbio riguardo a Dio? Guardate com’è disceso dal cielo della Sua grazia, cinto di potere e investito di sovranità. V'è alcun dubbio riguardo ai Suoi segni? Aprite gli occhi e considerate la Sua prova manifesta. Il Paradiso è alla vostra destra e vi è stato avvicinato, l’Inferno è stato posto in fiamme. Osservate le sue vampe divoratrici. Affrettatevi a entrare in Paradiso, pegno della Nostra misericordia per voi, e bevete dalle mani del Misericordiosissimo il Vino che è vera vita” 

### Escatologia dei nativi americani (Apache, Hopi, Lakota)
Queste escatologie non forniscono date, ma ad esempio gli indiani Hopi forniscono segni: il "serpente di ferro", la comparsa di ragnatele per la comunicazione, "colonne di fuoco e di fumo" in terre distanti dove l'uomo bianco farà la guerra. Il segno definitivo che segna la fine di quest'era è la comparsa della "stella blu e della stella rossa katchinas".

### Escatologia dei vichinghi e altri popoli nordici
La mitologia norrena ha come culmine escatologico il Ragnarǫk, ossia il "crepuscolo degli dei", la battaglia fra le forze del bene e dell’ordine e le forze della distruzione e del caos. Questa sarà preceduta dal Fimbulvetr, un lungo e freddissimo inverno della durata di tre anni che nuocerà fortemente alla vita sulla Terra. Una volta distrutto il mondo, esso rinascerà dalle ceneri per essere ripopolato ancora.

## Date proposte, fallite, eventi passati e futuri

### 1000
Secondo una teoria ottocentesca, riassunta nel detto "mille e non più mille", ma oggi caduta in discredito, l'approssimarsi dell'anno mille sarebbe stato caratterizzato da diffusi terrori per l'imminente fine del mondo e il sollievo per lo scampato pericolo sarebbe una delle cause della rinascita dell'anno Mille. I timori sarebbero stati basati su un brano dell'Apocalisse 20,1-3 e anche su affermazioni attribuite a Gesù Cristo nei vangeli apocrifi.

### 1260
Si ritiene che nel 1182 il beato Gioacchino da Fiore, basandosi sui 1260 giorni descritti nell'Apocalisse, predicesse il 1260 come data per l'inizio del millennio finale previsto in questa Profezia. Gioacchino nella sua escatologia parlava di tre età: Età del Padre (corrispondente all'ebraismo) dell'Antico Testamento da Adamo al re Ozia; Età del Figlio (corrispondente al cristianesimo) ed Età dello Spirito Santo: un futuro che avrebbe visto l'abolizione delle strutture gerarchiche dalla Chiesa cattolica, nonché una diffusa conoscenza religiosa tra le persone, una giusta dottrina ed un vivere in armonia e fraternità con la condivisione dei beni.

### 1836
Il fondatore del Metodismo, reverendo John Wesley eseguì dei complessi calcoli basati sull'Apocalisse e giunse alla conclusione che la data prevista sarebbe dovuta essere il 18 giugno 1836.

### 1844
Nel 1818 William Miller predisse che la seconda venuta di Cristo avrebbe avuto luogo fra il 21 marzo 1843 e il 21 marzo 1844.

### 1967
Data prevista per una "grande catastrofe mondiale", secondo Sun Myung Moon, capo della Chiesa dell'Unificazione.

### 1999
Per il 1999, nella quartina X.72, il medico e veggente provenzale Nostradamus prediceva, nel settimo mese (forse luglio), l'arrivo di un "re del Terrore", che sarebbe disceso dal cielo, e che avrebbe fatto rivivere il "roi d'Angolmois", che alcuni interpreti anagrammavano "roi Mongolais", identificato con Gengis Khan. Alcuni reputano che volesse riferirsi a un re venuto da territori corrispondenti all'antica Sarmazia e/o Scitia (territori divisi tra le attuali Russia, Kazakistan e Turkmenistan).

### 2000: Millennium bug
Negli anni '90 del XX secolo molti hanno associato il difetto informatico (bug) che si sarebbe verificato al cambio della mezzanotte tra il 31 dicembre 1999 e il 1º gennaio 2000 nei sistemi di elaborazione dati alla fine del mondo. Secondo questa teoria il bug avrebbe portato la distruzione di ogni sistema operativo e la fine della società umana.

### 2011
Il protestante novantenne Harold Camping, affermando di aver eseguito complicati calcoli giunse alla conclusione che il 21 maggio 2011 erano trascorsi esattamente 7000 anni dal Diluvio universale. Allo scattare della mezzanotte del 21 maggio, avrebbe avuto inizio per i cristiani nel mondo il Giudizio Universale. Il resto della popolazione (di fedi non cristiane) sarebbe rimasta a patire sulla terra atroci sofferenze, convivendo con continui maremoti e distruttivi ed apocalittici terremoti.
Harold Egbert Camping, profeta dell'Apocalisse torna a predire la fine del mondo per il 21 ottobre 2011, assicurando che questa volta, diversamente dal passato, la profezia è vera, fatta eccezione per gli eletti e i predestinati alla salvezza.

### 2012: profezia maya sul 21 dicembre 2012
Basandosi su un'interpretazione del calendario Maya, del Codice di Dresda (che annuncia 20-40 anni caratterizzati da diluvi scatenati da una dea), e di alcune iscrizioni in pietre di alcune città del mesoamerica (come Palenque, Tikal, ecc.), e da teorie proposte a partire dagli anni settanta da alcuni scrittori New Age (primo fra tutti il guru Terence McKenna, che assumeva psilocibina per andare in trance) è stata ipotizzata una gravissima crisi globale per il 2012.
Alcuni storici del periodo pre-colombiano hanno interpretato queste iscrizioni come il passaggio ad una nuova era di consapevolezza, grazie anche all'incontro con "divinità celesti" (ad esempio Quetzalcoatl) e forse a qualche cataclisma, caratterizzato da estese esondazioni dovute a cause non chiare.
Tra le ipotesi che sono state proposte una delle più diffuse è quella di una tempesta solare di forte intensità, che potrebbe abbattersi come un impulso elettromagnetico sulla Terra - teoria divulgata nel 2011 dalla NASA e discussa in sedi riservate dalla Commissione europea.
L'ipotesi della tempesta solare deriva dalla "teoria delle macchie solari" elaborata nel 1994 dagli scrittori inglesi Adrian Gilbert e Maurice Cotterell nel libro "Le Profezie Maya. Alla scoperta di una civiltà scomparsa", ed è comunque priva di qualsiasi riscontro scientifico.
Nel 1859 un evento simile aveva provocato la paralisi del sistema del telegrafo negli Stati Uniti, ma se anche si verificasse al giorno d'oggi difficilmente potrebbe danneggiare satelliti, sistemi di comunicazione e di distribuzione dell'energia, portare allo scoppio di molti condensatori elettrici oppure paralizzare le apparecchiature elettriche ed elettroniche. Per quel che riguarda gli impianti nucleari, non è ben chiaro l'effetto che un impulso elettromagnetico possa avere sulle pompe elettriche dei reattori nucleari, sui motori diesel-elettrici di riserva, su eventuali batterie di riserva e sulle linee di trasmissione della corrente da questi mezzi di sostegno d'emergenza alle pompe elettriche che refrigerano i reattori (con possibile rischio di meltdown nucleare).
Qualche reattore nucleare ad acqua pesante (come il CANDU) potrebbe essere relativamente al riparo da questi eventi, in quanto lo svuotamento del combustibile e dell'acqua pesante arresterebbe la reazione nucleare in modo sufficientemente veloce.
Nel 2012, tuttavia, un gruppo di archeologi americani guidati da William Saturno ha ritrovato nel sito di Xultun in Guatemala un'abitazione, probabilmente appartenuta a uno scriba Maya, sui cui muri sono presenti centinaia di geroglifici e pitture che sembrano descrivere varie ciclicità astronomiche. I glifi descrivono con precisione i vari cicli calendariali codificati dai Maya - quello cerimoniale (260 giorni), quello solare (365 giorni), il ciclo di Venere (584 giorni) e quello di Marte (780 giorni). Mai prima d'allora erano stati ritrovati geroglifici maya così antichi. Decifrati con il codice di Dresda, il calendario di lungo computo, che si riteneva sarebbe finito con il 21 dicembre 2012, in realtà dovrà essere aggiornato aggiungendo altri 7000 anni prima di terminare.

### 2017: discesa degli Elohim
Il movimento raeliano ipotizzava un possibile arrivo sulla Terra degli Elohim nel 2017, che avrebbero portato nel proprio pianeta con la loro astronave 144 000 eletti. La loro guida, Rael, nel 2001 ha dichiarato un cambiamento della data, con lo spostamento per il 2035 come anno massimo; esattamente il decennio 2025-2035.

### 2060
Il più grande biografo di sir Isaac Newton era John Maynard Keynes, che poté consultare molte lettere e documenti riservati lasciati dall'ex titolare della "Lucasian seat of Physics" alla Università di Cambridge, e che scoprì che Newton aveva eseguito un'enorme quantità di calcoli e considerazioni basate su cronologie ebraiche e cristiane dell'Apocalisse. Anche Newton considerava come anni i 1260 giorni dell'Apocalisse. Dal momento che la data dell'anno 1260 era stata "mancata", Newton, basandosi su cronologie bibliche, faceva iniziare il conteggio dall'incoronazione di Carlo Magno come imperatore, nell'anno 800 dell'era cristiana

### Entro il 2240, era messianica per l'ebraismo e la kabbalah
Secondo il Talmud, la Midrash, e l'antico libro cabbalistico Zohar, la 'data limite' entro la quale il Messia deve apparire corrisponde a 6000 anni dalla creazione (entro il 2240 dC.). La maggioranza degli Ebrei ortodossi e hassidici crede che il calendario ebraico parta nel suo conteggio dal giorno della creazione; l'anno 2010 del calendario gregoriano corrisponderebbe all'anno ebraico 5770.
Esiste una tradizione kabbalistica che sostiene che i 7 giorni dalla creazione descritte nel primo capitolo della Genesi corrispondano ai sette millenni di esistenza della creazione. La tradizione dice che il settimo giorno della settimana, Shabbat, corrisponde al settimo millennio (Anni ebraici 6000 - 7000), era che viene definita di 'riposo universale' - l'Era Messianica.
Questo anno corrisponderebbe vagamente anche all'entrata astrologica del punto vernale nella costellazione dell'acquario, quella che alcuni seguaci della New Age chiamano l'Era dell'Acquario.

### 2880, bassa probabilità d'impatto con asteroide
La scienza dell'astronomia, basandosi su calcoli e osservazioni posteriori al 2000, ha classificato l'asteroide (29075) 1950 DA, come "2" nella scala Torino e 0,17 nella scala Palermo (moderatamente pericoloso per il pianeta Terra), ritenendo possibile, ma poco probabile una collisione contro la Terra il 16 marzo 2880. L'energia che sarebbe rilasciata nell'impatto con un oggetto delle dimensioni di 1950 DA (1 km di diametro in base al radiotelescopio di Arecibo) determinerebbe significativi cambiamenti nel clima e nella biosfera costituendo una minaccia per la civiltà.

### 3797, fine delle profezie di Nostradamus
Nostradamus ha lasciato scritto nella sua "lettera al figlio Cesare" che le sue profezie avevano validità fino all'anno 3797 d.C.
L'anno potrebbe essere fittizio e riconducibile al summenzionato anno 2240: infatti, sottraendo 1557 (14 marzo 1557 è la data posta da Nostradamus come inizio della decorrenza delle sue profezie) si arriva al 2240 d.C., che corrisponde all'anno ebraico 6000, coincidenza che potrebbe sottintendere che Nostradamus fosse un kabbalista.
E, in effetti, il 15 marzo 1557 si verificò una luna piena che, secondo l'autore Robert Benazra, poteva essere una degna configurazione astronomica per l'avvio di una cronologia cabalistica.

## La fine del mondo dal punto di vista scientifico

### Fine dell'umanità
Da un punto di vista antropocentrico, l'estinzione dell'uomo o la fine della sua civiltà equivarrebbero alla fine del mondo. Queste eventualità dal punto di vista scientifico potrebbero verificarsi per varie cause naturali e artificiali, come una pandemia, la compromissione della biosfera a causa dell'inquinamento,sovrappopolazione, una guerra nucleare
La regressione della civiltà potrebbe avvenire per varie cause. Ad esempio, una massiccia espulsione di massa coronale solare, colpendo l'atmosfera con particelle cariche, potrebbe provocare un potentissimo impulso elettromagnetico - come per le tempeste geomagnetiche registrate nel 1859 e nel 1989, ma su una scala molto più ampia - tale da distruggere tutte le infrastrutture elettriche. Un evento di grande portata potrebbe causare l'esplosione di trasformatori della rete elettrica, con conseguente collasso della rete elettrica, seguita da tutti i possibili danni connessi alla mancanza di elettricità: perdita di refrigerazione degli alimenti, collasso del sistema di regolazione del transito stradale, collasso della rete dei cellulari, di telefoni, di internet e di tutti i computer, compromissione delle trasmissioni radiotelevisive, panico, disordini, atti di violenza generalizzata.

### Distruzione chimica, fisica o biologica della biosfera
La vita sulla Terra potrebbe essere compromessa da uno di questi fenomeni:
- Impatto astronomico (collisione di un grosso meteoroide, asteroide, cometa, o altra classe di oggetto celeste contro la Terra): l'energia rilasciata dall'impatto ucciderebbe istantaneamente gran parte delle forme di vita in un raggio di svariati chilometri, mentre le polveri sollevate oscurerebbero il cielo per anni causando il crollo delle temperature e l'interruzione della catena alimentare. I violenti sismi e maremoti colpirebbero gli insediamenti umani ed inoltre potrebbero esserci esalazioni venefiche: ad esempio sembra che l'impatto di Chicxulub, che estinse i dinosauri, abbia perforato la litosfera, e che, arrivando al mantello, abbia provocato un'enorme fuoriuscita di gas contenenti acido solforico, causando imponenti piogge acide. Gli asteroidi più pericolosi in quanto più vicini alla Terra (NEA) sono: AN10 1999[42]; 4179 Toutatis. I crateri da impatto più famosi sono Chicxulub, Meteor crater, cratere di Shiva, cratere di Vredefort.
- Collasso gravitazionale di una supergigante rossa, come Betelgeuse o Antares, e formazione di una stella di neutroni o di un buco nero; in seguito all'esplosione in supernova, la Terra sarebbe colpita da uno sciame di radiazioni gamma e beta nell'emisfero orientato verso la stella.
- Effetto serra supermassivo (liberazione dei depositi fossili di metano contenuti nel permafrost).
- Allargamento del buco dell'ozono: i raggi ultravioletti della radiazione solare ucciderebbero piante ed animali esposti ad essi.
- Pioggia acida estesa a livello globale.
- Glaciazione globale.
- Eruzione supermassiva: come la possibile eruzione del supervulcano Yellowstone Caldera (avvenuta 640 000 anni fa); o del sistema vulcanico Campi Flegrei-Vesuvio. Si ritiene che l'ultima super-eruzione sia stata quella del lago Toba, avvenuta circa 75.000 anni fa. Geologicamente, in base alla quantità di basalto calcolata, la più massiccia è stata quella dei Trappi del Deccan in India, avvenuta circa 63 milioni di anni fa.
- Estinzione di una specie di insetti chiave per la vita delle piante che si riproducono mediante impollinazione (si cita l'esempio delle api) e conseguente crisi dell'approvvigionamento alimentare per l'uomo.
- Una guerra nucleare globale (ma forse anche un'estesa guerra nucleare locale in zone sub-tropicali, ad esempio tra India e Pakistan) visto l'elevato potenziale degli arsenali nucleari, causerebbe la distruzione mutua assicurata dei contendenti e un fallout nucleare con conseguente inverno nucleare.
- Ecofagia da parte dell’uomo, di una sua invenzione (quali i nanorobot) o di un altro attore.

### Distruzione della litosfera e del pianeta Terra
- Eventi d'impatto di asteroidi, comete, planetesimi e nanopianeti con energia cinetica molto superiore a Chicxulub.
- Fuoriuscita del pianeta Mercurio dalla sua orbita ed impatto (estremamente improbabile) contro la Terra.
- Cattura della Terra da parte di un buco nero o di una stella errante nella galassia.
- Supernova: Esplosione di una stella nova nelle vicinanze del Sistema Solare.

### Inversione del campo magnetico terrestre
- I poli magnetici della Terra si invertono (all'incirca ogni 200/300 000 anni), con conseguenze che ovviamente non sono prevedibili se non in via teorica.

### Distruzione del Sole
- Fine del Sole per esaurimento dei combustibili da fusione idrogeno ed elio, successiva espansione a gigante rossa, ed infine collasso gravitazionale, previsto dagli astrofisici tra 5 miliardi di anni.

### Distruzione della Via Lattea e delle galassie
- La collisione della nostra galassia (la Via Lattea), contro la galassia di Andromeda è prevista matematicamente dall'astrofisica entro 3,5 miliardi di anni. Tuttavia questa eventualità si tradurrebbe più che altro in una fusione "indolore" fra le due galassie piuttosto che un generale impatto fra le stelle delle stesse.
- Fine delle stelle della nostra Galassia, per esaurimento dei combustibili da fusione nucleare idrogeno, elio e boro.
- Le galassie si allontanano troppo e infine si separano e si sciolgono.

### Inabitabilità dell'universo
- Dopo miliardi di miliardi di anni l'universo raggiungerebbe la massima entropia e lo zero assoluto, finendo in stato di morte termica o con strappo dello spaziotempo (Big Rip) a causa dell'espansione accelerata dello spazio causata dall'energia oscura, dopo che tutta la materia residua viene inglobata dai buchi neri ({\displaystyle 10^{10^{76}}} anni), non c'è più energia libera, i buchi neri stessi evaporano e rimangono solo sparsi fotoni e alcune particelle, bosoni ed neutroni.

## La fine del mondo nella cultura di massa

### Fantascienza

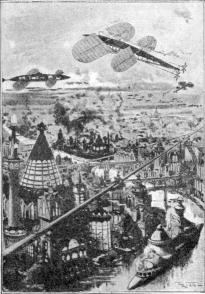
Illustrazione da La fin du monde di Camille Flammarion, 1894

Il filone narrativo della fantascienza apocalittica è incentrato sull'imminente fine del mondo o della civiltà, causata da guerre nucleari, pandemie, o da qualche genere di disastro naturale o artificiale. Un sottogruppo del genere apocalittico è rappresentato, in ambito cinematografico, dal ben conosciuto filone catastrofista.
Tra i primissimi esempi di questa tematica nella narrativa speculativa vi è L'ultimo uomo (The Last Man, 1826) di Mary Wollstonecraft Shelley, una storia pioniera della fantascienza che narra dell'apocalisse dell'umanità nel ventunesimo secolo, da alcuni considerata l'opera migliore della scrittrice britannica; La fine del mondo (La fin du monde, 1894), di Camille Flammarion; La nube purpurea (The Purple Cloud, 1901) di M.P. Shiel, in cui la fuga accidentale di un composto gassoso uccide ogni persona sul pianeta; Il morbo scarlatto (The Scarlet Plague, 1912) di Jack London, romanzo breve considerato capostipite del genere catastrofico, in cui si narra di un contagio che annienta la civiltà umana.
Tra gli scenari esplorati nelle opere di fantascienza vi è anche l'invasione aliena, tema assai popolare dal romanzo La guerra dei mondi di H. G. Wells del 1897 in poi, sebbene criticato dal punto di vista della plausibilità scientifica: è ritenuto molto improbabile che due civiltà possano svilupparsi in modo da venire a contatto diretto o esistere a un livello tale di prossimità da poter ingaggiare una guerra.

### Escatologia delle religioni abramitiche
- 'Olam Ha-Ba
- Apocalisse
- Catechon
- Dannazione
- Era messianica
- Escatologia (Bibbia)
- Escatologia ebraica
- Escatologia islamica
- Giudizio finale
- Jakob Lorber
- Mahdismo
- Millenarismo
- Nostradamus
- Numero della bestia
- Parusia
- Profezia di Malachia (di San Malachia di Armagh)
- Risurrezione
- Seconda venuta
- Vaticinia de Summis Pontificibus
- Vaticinia di Nostradamus

### Escatologia nelle tradizioni religiose non abramitiche
- Benjamin Solari Parravicini
- 21 dicembre 2012 (calendario maya)
- Escatologia non abramitica (Buddismo, Induismo, Taoismo; credenze degli indigeni Hopi, Lakota, Maya; Zoroastrismo)
- Frashokereti
- Fulcanelli
- Georgia Guidestones (monumento attribuito ai Rosacroce o alla Massoneria)
- Grande croce di Hendaye
- Ragnarǫk
- New Age